# Udeu
Udeu (en grec antic: Οὐδαῖος), d'acord amb la mitologia grega, va ser un dels cinc esparts (en grec antic Σπαρτοί 'els homes sembrats') que van néixer de les dents del drac mort per Cadme al lloc on més endavant s'aixecaria la ciutat de Tebes. Els altres quatre esparts supervivents van ser Ctoni, Equíon, Hiperènor i Pelor. Udeu va ser el pare d'Everes i l'avi de Tirèsias.